# 比多斯 (吉伦特省)
比多斯（法語：Budos，法語發音：[bydɔs]）是法国吉伦特省的一个市镇，属于朗贡区。

## 地理
比多斯（44°32'0"N, 0°23'8"W）面积21.1 平方千米，位于法国新阿基坦大区吉倫特省，该省份为法国西南部沿海省份，是法國本土面积最大的省，北起滨海夏朗德省，西临大西洋，南至朗德省，东南接洛特-加龍省，东临多爾多涅省。
与比多斯接壤的市镇（或旧市镇、城区）包括：锡龙河畔皮若勒、巴利扎克、博姆、朗迪拉斯、莱奥雅茨、索泰尔讷。
比多斯的时区为UTC+01:00、UTC+02:00（夏令时）。

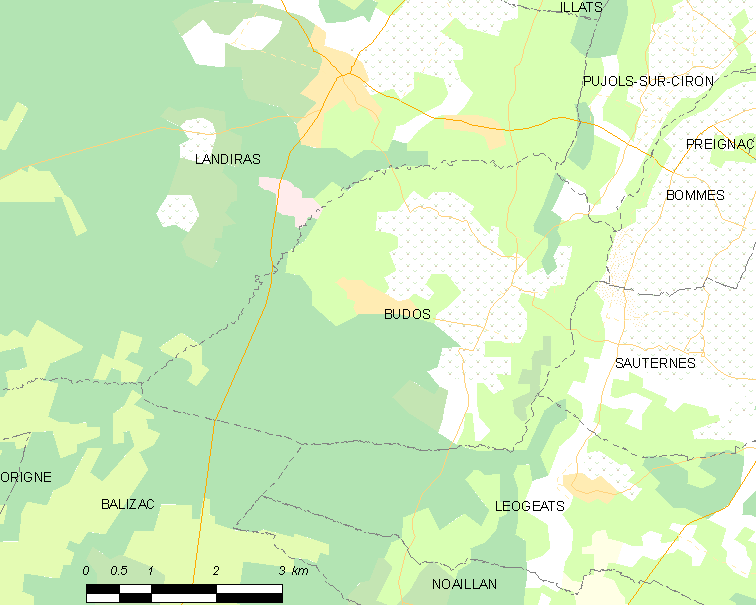
比多斯的OSM定位图

## 行政
比多斯的邮政编码为33720，INSEE市镇编码为33076。

## 政治
比多斯所属的省级选区为砂砾荒原县。

## 人口

1962-2008年间比多斯人口变化图示

比多斯于2022年1月1日时的人口数量为826人。